# Michel Sardou
Michel Sardou (París, 26 de gener de 1947) és un cantant francès. També ha participat en algunes pel·lícules i a obres de teatre. Es tracta d'un dels artistes més famosos de l'estat francès encara que el seu període àlgid d'èxit s'hagi situat sobretot entre el principi dels anys 70 i finals dels 80.
La seva discografia compta amb 23 àlbums i més de 300 cançons. Algunes d'aquestes van generar diverses polèmiques pel fet de posicionar-se en temes sensibles com ara la pena de mort, el colonialisme o la guerra del Vietnam.

## Biografia
Michel Sardou va nàixer a París el 1947 al si d'una família d'artistes. És el fill dels actors de teatre Fernand i Jackie Sardou, i és alhora hereu d'una gran tradició artística, ja que el seu avi era Valentin Sardou, també actor de teatre i humorista a Marsella, i que la seva àvia era una ballarina famosa. Així passà gran part de la seva infantesa en els cabarets de la capital francesa i seguint els seus pares durant les gires d'aquests. A conseqüència d'aital inestabilitat els seus estudis escolars no foren gens bons i així Sardou aturà d'hora la seva escolaritat.
Va ser el 1965 amb Le Madras, cançó escrita amb Michel Fugain i Patrice Laffont que Michel Sardou engegà la seva carrera de cantant. Amb tot no conegué èxit 
La seva notorietat cresqué de valent quan, el 1967, el cantant va traure la cançó Les Ricains en un clima d'antiamericanisme latent a conseqüència sobretot de la guerra del Vietnam, recordant-hi el deute de l'estat francès amb els estatunidencs a conseqüència de l'alliberament del país el 1944. La cançó fou censurada i desaconsellada en els mitjans de comunicació pel govern francès, dirigit aleshores pel general de Gaulle, oposat frontalment a la política dels Estats Units.